# Marco Bettini
Marco Bettini (Cesena, 7 giugno 1960) è uno scrittore, giornalista e autore televisivo italiano.

## Biografia
Nato ad Cesena nel 1960, ha conseguito la laurea al DAMS dell'Università di Bologna.
Ex capo ufficio stampa del comune di Bologna per Flavio Delbono e del Comune di Roma all'epoca di Ignazio Marino, è autore di sei romanzi, alcuni racconti apparsi in antologie, un saggio di comunicazione politica e uno d'inchiesta sulla capitale.
Nel 2004 è stato finalista al Premio Letterario Camaiore con Color sangue, mentre nel 2007 ha vinto con Mai più la verità l'undicesima edizione del Premio Fedeli dedicato alla narrativa poliziesca.
Giornalista professionista, è anche autore televisivo per la Rai di programmi di cronaca e criminologia.
Gioca nell'Osvaldo Soriano Football Club, la nazionale di calcio degli scrittori italiani.

## Opere

### Romanzi
- Pentito, Torino, Bollati Boringhieri, 1994 ISBN 88-339-0845-3
  - Nuova ed. riveduta corretta e ampliata Pentito: una storia di mafia, Casale Monferrato, Piemme, 2008 ISBN 978-88-384-9950-0
- Color sangue, Milano, Rizzoli, 2003 ISBN 88-17-87310-1
- Lei è il mio peccato, Milano, Rizzoli, 2005 ISBN 88-17-00766-8
- Mai più la verità, Casale Monferrato, Piemme, 2007 ISBN 978-88-384-6207-8
- Polvere rossa, Milano, Piemme, 2011 ISBN 978-88-566-0178-7
- La volontà di Dio, Milano, Piemme, 2013 ISBN 978-88-566-0179-4

### Antologie
- Schema libero, La Gazzetta dello Sport, 2003
- Eno killer: il sapore giallo-noir del vino, Sona, Morganti, 2005 ISBN 88-87549-81-8

### Saggistica
- Sbagliare è umano ma la sinistra è diabolica, Bologna, Pendragon, 2011 ISBN 978-88-6598-026-2
- Roma kaputt, Roma, Newton Compton, 2017 ISBN 978-88-227-0561-7

## Televisione
- Ultimo minuto (1993-1997)
- Blu notte - Misteri italiani (1998-2012)